# Richard Dixon (cầu thủ bóng đá, sinh 1992)
Richard Dixon (sinh ngày 28 tháng 3 năm 1992) là một cầu thủ bóng đá người Panama thi đấu ở vị trí trung vệ cho Tauro FC.

## Sự nghiệp câu lạc bộ
Anh gia nhập Chorrillo từ Sporting San Miguelito vào tháng 1 năm 2014.

## Sự nghiệp quốc tế
Dixon có màn ra mắt cho Panama vào tháng 11 năm 2012 trong trận giao hữu trước Tây Ban Nha và tính đến 10 tháng 6 năm 2015, có tổng cộng 5 lần ra sân, không ghi được bàn nào. Anh đại diện quốc gia tại Cúp Vàng CONCACAF 2013.